# 第19回ハリウッド映画賞
第19回ハリウッド映画賞は2015年の映画に贈られる賞であり、2015年11月1日にカリフォルニア州ロサンゼルスのハリウッド・パラディウムで授賞式が行われ、その様子はCBSが中継した 。

## 受賞一覧

### プロデューサー賞
- 『オデッセイ』（リドリー・スコット監督）

### 監督賞
- トム・フーパー - 『リリーのすべて』

### 主演男優賞
- ウィル・スミス - 『コンカッション』

### 主演女優賞
- キャリー・マリガン - 『未来を花束にして』

### 助演男優賞
- ベニチオ・デル・トロ - 『ボーダーライン』

### 助演女優賞
- ジェーン・フォンダ - 『グランドフィナーレ』

### アンサンブル演技賞
- 『ヘイトフル・エイト』

### アニメーション映画賞
- 『インサイド・ヘッド』（ピート・ドクター監督）

### コメディ映画賞
- 『エイミー、エイミー、エイミー! こじらせシングルライフの抜け出し方』（ジャド・アパトー監督）

### ドキュメンタリー映画賞
- 『AMY エイミー』（アシフ・カパディア監督）

### ブレイクアウト男優賞
- ジョエル・エドガートン - 『ブラック・スキャンダル』

### ブレイクアウト女優賞
- アリシア・ヴィキャンデル - 『リリーのすべて』

### ブレイクスルー監督賞
- アダム・マッケイ - 『マネー・ショート 華麗なる大逆転』

### 脚本賞
- トム・マッカーシー、ジョシュ・シンガー - 『スポットライト 世紀のスクープ』

### ニュー・ハリウッド賞
- シアーシャ・ローナン - 『ブルックリン』

### 撮影賞
ヤヌス・カミンスキー - 『ブリッジ・オブ・スパイ』

### 編集賞
- デヴィッド・ローゼンブルーム - 『ブラック・スキャンダル』

### 美術賞
- コリン・ギブソン - 『マッドマックス 怒りのデス・ロード』

### 作曲賞
- アレクサンドル・デスプラ - 『リリーのすべて』、『未来を花束にして』

### 主題歌賞
- 「See You Again」（歌手:ウィズ・カリファ、チャーリー・プース） - 『ワイルド・スピード SKY MISSION』

### 視覚効果賞
- ティム・アレクサンダー - 『ジュラシックワールド』

### 録音賞
- ゲイリー・ライドストローム - 『ブリッジ・オブ・スパイ』

### 衣装デザイン賞
- サンディ・パウエル - 『シンデレラ』

### メイキャップ/ヘアスタイリング賞
- レスリー・ヴァンダーウォルト - 『マッドマックス 怒りのデス・ロード』

### 功労賞
- ロバート・デ・ニーロ